# ㅌ
是朝鮮語諺文一个辅音字母，在朝鮮的印刷體中多作。在韓國的字母表上的排序為第十二，被稱為「/tieut」。

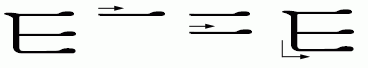
ㅌ的寫法

ㅌ作初声时一般读作送气清齿龈塞音/tʰ/。作终声时，读作无声除阻的/t̚/。
ㅌ在馬-賴轉寫中，作初声时转写为t'，作终声时转写为t；在文观部式中，作初声时和作终声时都转写为t。
ㅌ在朝鲜语盲文中，作初声时为，作终声时为。其摩尔斯电码为“－－・・”。

## 字符编码
| 種類                | 種類         | 用途 | Unicode | HTML     |
| ------------------- | ------------ | ---- | ------- | -------- |
| 諺文相容字母        | 諺文相容字母 | ㅌ   | U+314C  | &#12620; |
| 諺文字母 應用       | 初聲         |      | U+1110  | &#4368;  |
| 諺文字母 應用       | 終聲         |      | U+11C0  | &#4544;  |
| 漢陽私人 使用區應用 | 初聲         |      | U+F7F6  | &#63478; |
| 漢陽私人 使用區應用 | 終聲         |      | U+F8EC  | &#63724; |
| 半形字母            | 半形字母     | ﾼ    | U+FFBC  | &#65468; |